# Rekowski III

Herb Rekowski III

Herb Rekowski III a

Rekowski III (Wantoch-Rekowski, Wentoch-Rekowski, Wotoch-Rekowski) – kaszubski herb szlachecki.

## Opis herbu
Herb znany był przynajmniej w dwóch wariantach. Opisy z wykorzystaniem zasad blazonowania, zaproponowanych przez Alfreda Znamierowskiego:
Rekowski III (Wantoch-Rekowski, Wentoch-Rekowski, Wotoch-Rekowski): Na tarczy dzielonej w pas w polu górnym, srebrnym, rak w prawo, w polu dolnym, czerwonym, miecz złoty z dwiema takimiż gwiazdami po bokach i takimż półksiężycem u dołu. Klejnotu brak, nad hełmem sama korona. Labry z prawej czerwone, podbite srebrem, z lewej czerwone, podbite złotem.
Rekowski III a (Wantoch-Rekowski, Wentoch-Rekowski): W polu błękitnym krzyż ćwiekowy srebrny, pomiędzy dwiema gwiazdami złotymi w pas, zaćwieczony na półksiężycu z twarzą srebrnym. Klejnot: nad hełmem w koronie ogon pawi. Labry błękitne, podbite srebrem.

## Najwcześniejsze wzmianki
Herb ten przytoczył w swej pracy badacz dziejów rodziny Franz Friedrich Hugo Wilhelm Michael von Wotoch-Rekowski (Versuch einer Geschlachte der aus Landen Bütow und Lauenberg in Pommern stammenden Adelsgeschlechter von Wotoch, von Styp, von Wrycz und von Gynz Rekowski, ale bez barw i podziału tarczy), Nowy Siebmacher (jako Rekowski IIIb) oraz Żychliński (Złota księga szlachty polskiej). Herb ten pochodzi z pieczęci Constantina Casimira Wotocha von Rekowskiego (1846-1880), porucznika w Prusach Zachodnich. Wariant odmienny przytoczył Nowy Siebmacher.

## Rodzina Rekowskich
Rekowski to jedno z najbardziej znanych nazwisk kaszubskich. Pochodzi od wsi Rekowo. Wieś ta była od początku własnością odrębnych rodzin, które przyjmowały następnie wspólne nazwisko odmiejscowe. Wedle dokumentu z 1638, powołującego się na przywilej z 1528, w Rekowie siedziały rody: Wotoch, Stip, Dorzik, Mrozik oraz Fritz (Fritze, Friz). W XVIII-XIX wieku dzielili się na linie: Wantochów (Wotochów), Stypów, Wryczów (Wrycza) i Gynzów (Günz). Herb Rekowski III należał do wspomnianego Constantina Casimira, który wywodził się z gałezi Wotochów osiadłych Wielkoposce. Dlatego też, herb ten przypisywano również katolickiej gałęzi rodu.

## Herbowni
Rekowski (Reckowski, Reckowsky, Rekoskie, Rekowsky) z przydomkiem Wotoch (Wantoch, Wentoch, Wętoch, Wotoch, Vandoch, Vantoch, Woytoch), być może z katolickiej linii osiadłej w Wielkopolsce.
Podobnych herbów używali Gynz-Rekowscy (Rekowski VII, Rekowski IX, Rekowski X, Rekowski XI) oraz część Wryczów-Rekowskich (Rekowski VI, Rekowski VII, Rekowski VIII).
Zarówno Rekowscy bez przydomka jak i Wotochowie, notowani byli z szeregiem innych herbów. Pełna lista w haśle Rekowski.